# Soul Embraced
Музыкальная группа Soul Embraced считается логичным продолжением дела Living Sacrifice на сцене христианского дэт-метала в США. Изначально группа была сайд-проектом участников Living Sacrifice — Rocky Gray (гитара) и Lance Garvin (ударные), в качестве вокалиста в группу был приглашен брат Лэнса — Chad Moore. Группа в 1999 году выпустила свой первый EP Fleshless. В 2001 году группа выпускает свой полноценный альбом This Is My Blood. Альбом вообрал в себя всю тяжесть арканзасской метал-сцены. По звучанию альбом напоминал что-то среднее между Living Sacrifice, In Flames, Slayer. Всю музыку и большую часть текстов писал Rocky Gray. В том же году состоялся ещё один релиз — альбом For the Incomplete. Потом группа взяла перерыв, Rocky начал выступать в концертном туре Evanescence в качестве барабанщика, Chad является его техником, Лэнс вернулся в свой родной город. В 2003 году вышел 3-й студийный альбом — Immune, по мнению критиков — это самая удачная работа группы: музыка стала более плавной и мелодичной, но появились нотки жанра «индастриал». И, как говорит сам Rocky, на звучание альбома повлияли такие группы как Soil и In Flames. Новый альбом группы — Dead Alive вышел 29 апреля 2008 года. На их официальной странице MySpace доступно несколько записей с последнего альбома. В феврале 2008 года в группе появилось 2 новых участника: бас-гитарист Jeff Bowie и гитарист Jack Wiese. С июня 2009 года группа взяла творческий отпуск до начала 2010 года. В 2013 вышел новый релиз группы Mythos.